# Semiothisa santiagaria
Semiothisa santiagaria là một loài bướm đêm trong họ Geometridae.